# Гастроэнтеропанкреатическая эндокринная система
Га́строэнте́ропанкреати́ческая эндокри́нная систе́ма — отдел эндокринной системы, представленный рассеянными в различных органах пищеварительной системы эндокринными клетками (апудоцитами) и пептидергическими нейронами, продуцирующими пептидные гормоны. Является наиболее изученной частью диффузной эндокринной системы (синоним АПУД-система) и включает примерно половину её клеток. Гастроэнтеропанкреатическую эндокринную систему называют «самым большим и сложным эндокринным органом в организме человека».

## АПУД-система
Термин и понятие АПУД-системы («APUD» — акроним, образованный от первых букв английских слов amine — амины, precursor — предшественник, uptake — усвоение, поглощение; decarboxylation — декарбоксилирование) был предложен Э. Пирсом (англ. A.G.E. Pearse) в 1969 году, исходя из способности клеток АПУД-системы усваивать предшественники аминов (моноамины L-дигидроксифенилаланин и 5-HTP), декарбоксилировать их и синтезировать амины, необходимые для образования регуляторных пептидов.
В последнее время вместо термина АПУД-система снова вошёл в употребление ранее принятый синоним диффузная эндокринная система, в то же время производные термины, такие как апудоциты — клетки, входящие в состав АПУД-системы, апудомы — опухоли, возникающие в результате гиперплазии апудоцитов, активно используются в современной медицинской лексике.

## Апудоциты гастроэнтеропанкреатической эндокринной системы
Имеется два основных типа апудоцитов — источников гормонов пищеварительного тракта: нейроны ЖКТ и рассеянные по ЖКТ эндокринные клетки.
Большинство апудоцитов желудочно-кишечного тракта располагается в желудке, тонкой кишке и поджелудочной железе. Также некоторое количество их имеется в пищеводе, толстой кишке. Апудоциты печени не относят к гастроэнтеропанкреатической эндокринной системе. Апудоциты выполняют функции синтеза и секреции регуляторных полипептидов, оказывающих гормональное действие на различные стороны деятельности органов пищеварения. В силу короткого времени существования и достаточно быстрой инактивации этих полипептидов в печени или непосредственно в кровотоке их воздействие на органы вне системы пищеварения заметно меньше.

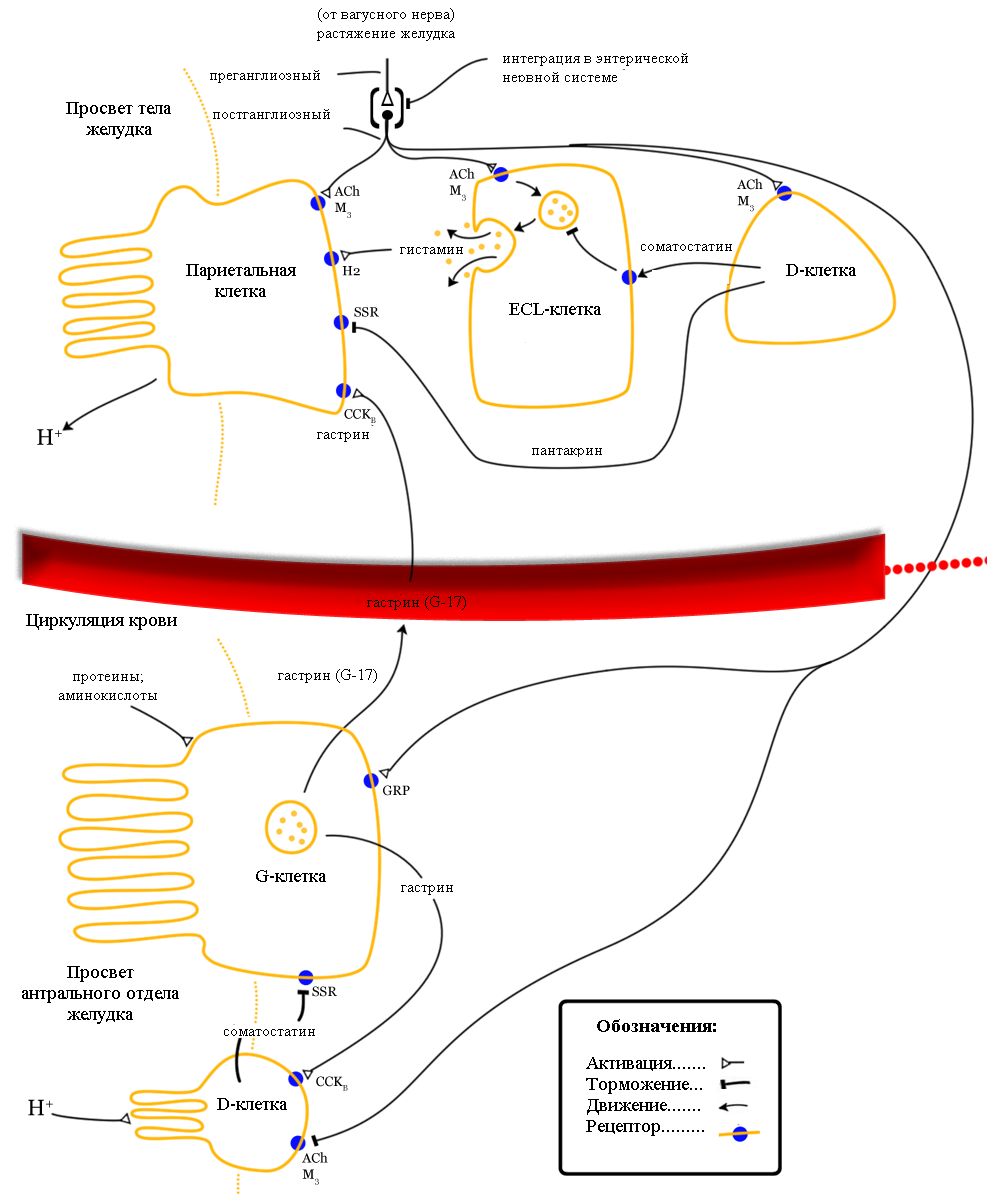
Место нейроэндокринных клеток в регуляции секреции соляной кислоты в желудке

### Эндокринные клетки желудка
Основными эндокринными клетками желудка являются энтерохромаффиноподобные клетки (ECL-клетки), которые составляют 35 % нейроэндокринных клеток желудка здорового человека, G-клетки (26 %) и D-клетки. ECL-клетки секретируют гистамин, G-клетки — гастрин, D-клетки — соматостатин.
В кислотопродуцирующей зоне желудка: в теле желудка, области дна и интермедиальной зоне ECL- и D-клетки располагаются рядом с секретирующими соляную кислоту париетальными клетками и, таким образом, обеспечивают паракринный характер регуляции их гистамином и соматостатином. G-клетки в этой зоне желудка отсутствуют.
G-клетки располагаются в антральной части желудка. От G-клеток к кислотопродуцирующим париетальным клеткам гастрин транспортируется кровью по воротным сосудам и общим системным кровотоком. Рядом с G-клетками находятся D-клетки и, таким образом, последние имеют возможность паракринно ингибировать секрецию гастрина G-клетками. При этом количество G-клеток в антральной части желудка составляет примерно 220—490 клеток на 1 мм² и превосходит количество D-клеток в 4 раза. G-клетки являются клетками открытого типа, они имеют мембранные рецепторы, открытые в просвет желудочно-кишечного тракта. D-клетки антральной части также являются открытыми (в отличие от D-клеток кислотопродуцирующей зоны, там они закрытые, то есть не имеют непосредственного контакта с просветом ЖКТ).
Секреция открытых клеток желудка существенным образом зависит от кислотности желудочного содержимого. рН от 5 до 7 стимулирует гастриновую секрецию, значения рН ниже 5 её тормозят, а при рН ниже 1,7 она полностью подавляется. Антральные D-клетки также реагируют на кислотность: максимальная секреция соматостатина, являющегося ингибитором секреции соляной кислоты, происходит при рН=1, а подавляется при значениях рН выше 3.

### Эндокринные клетки двенадцатиперстной и тощей кишок
В тонкой кишке большая часть эндокринных клеток располагается в криптах двенадцатиперстной кишки, меньшая — в проксимальной части тощей кишки и ещё меньшая в дистальной части тощей кишки и в подвздошной кишке.
Эндокринные и энтерохромафинные клетки кишечника, также как и эпителиальные клетки развиваются из полипотентных стволовых клеток. Нейроны кишечника происходят из нейроэктодермы. Эндокринные клетки всё время дифференцируются, усложняют своё строение и мигрируют из крипт на верхушки ворсинок. Эндокринные клетки и пептидергические нейроны совместно используют биохимические механизмы, необходимые для синтеза и продукции полипептидов. Эндокриноциты кишечника располагаются среди поверхностного эпителия кишки. Для всех них типично наличие мембраны толщиной от 100 до 500 нм, толщина которой зависит от продуцируемой субстанции. Группы эндокриноцитов могут образовывать комплексы, имеющие межклеточные щели или канальцы, содержащие продуцируемые агенты.
В проксимальных отделах тонкой кишки представлен самый большой среди других органов ЖКТ набор эндокринных клеток: I-клетки, продуцирующие холецистокинин, S-клетки — секретин, K-клетки — глюкозозависимый инсулинотропный полипептид, M-клетки — мотилин, D-клетки — соматостатин, G-клетки — гастрин и др. В двенадцатиперстной и тощей кишках находится абсолютное большинство из всех I-, S-, и K-клеток организма. Число G-клеток в 1 мм² луковицы двенадцатиперстной кишки 6 — 76 в отличие от 220—490 пилорического отдела желудка.

### Эндокринные клетки подвздошной и толстой кишок
В слизистой оболочке дистальной части подвздошной кишки и в толстой кишке располагаются L-клетки — клетки, продуцирующие пептидные гормоны глюкагоноподобный пептид-1 и пептид YY. L-клетки являются наиболее многочисленными эндокринными клетки кишечника..

### Эндокринные клетки поджелудочной железы
Клетки эндокринной части поджелудочной железы могут как находиться в составе островков Лангерганса, так и располагаться поодиночке или образовывать небольшие скопления в экзокринной части железы.
Среди апудоцитов поджелудочной железы выделяют
- А-клетки (клетки закрытого типа) содержатся в эндокринной части поджелудочной железы и слизистой оболочке желудка, выделяют глюкагон, эндорфины, гастроингибирующий пептид (ГИП) и холецистокинин (ХЦК);
- В-клетки (клетки закрытого типа) располагаются в эндокринной части поджелудочной железы и выделяют инсулин;
- D-клетки (клетки закрытого типа) находятся в панкреатических островках, слизистой оболочке желудка, тонкой и толстой кишки. Они секретируют соматостатин;
- D1-клетки содержатся в поджелудочной железе, желудке, тонкой и толстой кишке. Они выделяют вазоактивный интестинальный пептид;
- EC-клетки (клетки открытого типа) — самый многочисленный вид. Они встречаются в поджелудочной железе, слизистой оболочке желудочно-кишечного тракта, воздухоносных путях и лёгких. Эти клетки секретируют серотонин и субстанцию Р;
- РР-клетки содержатся в поджелудочной железе, слизистой оболочке пилорического отдела желудка, тонкой и толстой кишки. Они выделяют панкреатический полипептид[7].

## Регуляторные пептиды ЖКТ
Для многих апудоцитов справедлив принцип: «один гормон — одна клетка». Большинство из них продуцирует один преобладающий гормон. Однако есть клетки, секретирующие целый спектр биологически активных субстанций. Энтерохромаффинная клетка, например, может производить серотонин, субстанцию Р, энкефалин, мотилин. Все регуляторные пептиды (гормоны и нейромедиаторы) представляют собой одноцепочечные олигопептиды, обладающие гидрофильными свойствами и устойчивыми и сильными связями между аминокислотными остатками.
Гормоны пищеварительной системы классифицируют по следующим параметрам:
- по локализации в отделах ЖКТ;
- по апудоцитам, их секретирующим;
- по быстроте действия;
- по схожести их строения.

В таблице перечислены основные регуляторные пептиды гастроэнтеропанкреатической эндокринная системы:
| Регуляторный пептид ЖКТ                           | Тип апудоцита | Локализация апудоцитов в отделах ЖКТ                  |
| ------------------------------------------------- | ------------- | ----------------------------------------------------- |
| Вазоактивный интестинальный пептид (ВИП)          | D1-клетка     | Кишечник, поджелудочная железа                        |
| Гастрин                                           | G-клетка      | Желудок, двенадцатиперстная кишка                     |
| Глюкозозависимый инсулинотропный полипептид (ГИП) | K-клетка      | Двенадцатиперстная кишка, тощая кишка                 |
| Глюкагон                                          | A-клетка      | Поджелудочная железа, желудок                         |
| Грелин                                            | P/D1-клетка   | Желудок, Эпсилон-клетки поджелудочной железы          |
| Инсулин                                           | B-клетка      | Поджелудочная железа                                  |
| Мотилин                                           | М-клетка      | Двенадцатиперстная кишка, тощая кишка                 |
| Нейротензин                                       | N-клетка      | Подвздошная кишка, толстая кишка                      |
| Панкреатический полипептид                        | PP-клетка     | Поджелудочная железа                                  |
| Пептид YY                                         | L-клетка      | Подвздошная кишка, толстая кишка                      |
| Секретин                                          | S-клетка      | Двенадцатиперстная кишка, тощая кишка                 |
| Соматостатин                                      | D-клетка      | Желудок, тонкая и толстая кишки, поджелудочная железа |
| Субстанция Р                                      | ECL-клетка    | Желудок                                               |
| Холецистокинин                                    | I-клетка      | Двенадцатиперстная кишка, тощая кишка                 |
| Энтероглюкагон                                    | L-клетка      | Подвздошная кишка, толстая кишка                      |

### Инкретины
Инкретинами называются гормоны, которые продуцируются после приёма пищи и которые стимулируют секрецию инсулина. К инкретинам относятся глюкозозависимый инсулинотропный полипептид и глюкагоноподобный пептид-1 (энтероглюкагон).

## Апудомы
Апудо́мы — опухоли, исходящие из клеточных элементов, расположенных в различных органах и тканях (преимущественно островковые (инкреторные) клетки поджелудочной железы, клетки других отделов ЖКТ, С-клетки щитовидной железы), продуцирующих полипептидные гормоны. В настоящее время описаны следующие виды апудом:
- ВИПома;
- Гастринома;
- Глюкагонома;
- Карциноид;
- Нейротензинома;
- ППома;
- Соматостатинома;
- Инсулинома

### Випома
ВИПо́ма (синдром Вернера-Моррисона, панкреатическая холера, синдром водной диареи-гипокалиемии-ахлоргидрии) характеризуется наличием водной диареи и гипокалиемии в результате гиперплазии островковых клеток или опухоли, часто злокачественной, исходящей из островковых клеток поджелудочной железы (чаще тела и хвоста), которые секретируют вазоактивный интестинальный полипептид (ВИП). В редких случаях ВИПома может приходиться на ганглионейробластомы, которые локализуются в ретроперитонеальном пространстве, лёгких, печени, тонкой кишке и надпочечниках, встречаются в детском возрасте и, как правило, доброкачественные. Размер панкреатических ВИПом 1…6 см. В 60 % случаев злокачественных новообразований на момент диагностики имеются метастазы. Заболеваемость ВИПомой очень мала (1 случай в год на 10 млн человек) или 2 % от всех эндокринных опухолей желудочно-кишечного тракта. В половине случаев опухоль злокачественная. Прогноз чаще неблагоприятный..

### Гастринома
При гиперплазии G-клеток образуется гастрино́ма — доброкачественная или злокачественная опухоль, локализующаяся в поджелудочной железе, двенадцатиперстной или тощей кишке, или даже в перипанкреатических лимфатических узлах, в воротах селезёнки или стенке желудка. Эта опухоль вырабатывает большее количество гастрина, возникает гипергастринимия, которая, через механизм стимуляции париетальных клеток, является причиной чрезмерной продукции соляной кислоты и пепсина. В нормальной ситуации G-клетки под воздействием соляной кислоты тормозят выработку гастрина, но на G-клетки гастрино́м фактор кислотности не влияет. В результате развиваются множественные пептические язвы желудка, двенадцатиперстной или тощей кишки. Секреция гастрина гастриномами особенно резко усиливается после приёма пищи.
Клиническое проявление гипергастринимии — синдром Золлингера — Эллисона (1-го типа)..

### Глюкагонома
Глюкагоно́ма — опухоль, чаще злокачественная, исходящая из Альфа-клеток панкреатических островков. Характеризуется мигрирующим эрозивным дерматозом, ангулярным хейлитом, стоматитом, глосситом, гипергликемией, нормохромной анемией. Растёт медленно, метастазирует в печень. Встречается 1 случай на 20 млн в возрасте от 48 до 70 лет, чаще у женщин.

### ППома
ППо́ма — опухоль поджелудочной железы, секретирующая панкреатический полипептид (ПП). Клинические проявления практически отсутствуют. Чаще диагностируется после метастазирования в печень. Лечение: оперативное, химиотерапия и симптоматическое. Прогноз зависит от срока начала лечения.

### Соматостатинома
Сома́тостатино́ма — злокачественная медленно растущая опухоль, характеризуется повышением уровня соматостатина. Это редкое заболевание, встречается у лиц старше 45 лет — 1 случай на 40 млн.
Различают:
- соматостатиному из дельта-клеток поджелудочной железы и
- апудому, секретирующую соматостатин — опухоль двенадцатиперстной кишки.

Диагноз на основании клиники и повышения уровня соматостатина в крови. Лечение оперативное, химиотерапия и симптоматическое. Прогноз зависит от своевременности лечения.